# Anomala taeniana
Anomala taeniana är en skalbaggsart som beskrevs av Zhang och Lin 2008. Anomala taeniana ingår i släktet Anomala och familjen Rutelidae. Inga underarter finns listade i Catalogue of Life.